# アニー・ジェニングス
アニー・ジェニングス (Annie Jennings、1884年11月12日-1999年11月20日) は、イギリス・チェスターフィールドに在住していた女性。かつて世界で2番目の長寿であった。
イギリスではシャーロット・ヒューズ、エセル・ケータハムに次ぐ史上3番目の長寿記録保持者である。1999年11月に115歳8日で死去。死亡時にはアメリカのサラ・ナウスが存命であったため世界最高齢となることはなかった。
| スタブアイコン | サブスタブ | この項目は、まだ閲覧者の調べものの参照としては役立たない、人物に関連した書きかけの項目です。この項目を加筆・訂正などしてくださる協力者を求めています（P:人物伝/PJ:人物伝）。 |